# Crocodyloidea
Crocodyloidea is een superfamilie van krokodilachtigen waartoe alle echte krokodillen behoren. De soort werd voor het eerst wetenschappelijk beschreven door Georges Cuvier in 1807.
Op vijftien soorten na zijn alle leden van deze groep alleen als fossiel bekend.

## Taxonomie
Superfamilie Crocodyloidea
- † Geslacht Arenysuchus[2]
  - Soort Arenysuchus gascabadiolorum
- Familie Crocodylidae
  - † Onderfamilie Mekosuchinae
  - Onderfamilie Crocodylinae - Krokodillen
    - Geslacht Crocodylus
    - Soort Spitssnuitkrokodil (Crocodylus acutus)
    - Soort Orinocokrokodil (Crocodylus intermedius)
    - Soort Australische krokodil (Crocodylus johnstoni)
    - Soort Filipijnse krokodil (Crocodylus mindorensis)
    - Soort Bultkrokodil (Crocodylus moreletii)
    - Soort Nijlkrokodil (Crocodylus niloticus)
    - Soort Nieuw-Guinese krokodil (Crocodylus novaeguineae)
    - Soort Moeraskrokodil (Crocodylus palustris)
    - Soort Zeekrokodil (Crocodylus porosus)
    - Soort Crocodylus raninus
    - Soort Ruitkrokodil (Crocodylus rhombifer)
    - Soort Siamese krokodil (Crocodylus siamensis)
    - Soort Crocodylus suchus
    - Soort †Crocodylus anthropophagus
    - † Geslacht Euthecodon
    - Geslacht Osteolaemus
      - Soort Breedvoorhoofdkrokodil (Osteolaemus tetraspis)